# Antonio Maria Sacconi
Antonio Maria Sacconi (Osimo, 23 marzo 1741 – Pechino, 5 febbraio 1785) è stato un vescovo cattolico e missionario italiano.

## Biografia
Nato ad Osimo, abbracciò la vita religiosa tra i frati minori osservanti di Mombaroccio, assumendo il nome di Antonio Maria in luogo di quello secolare di Vincenzo. Fu ordinato prete nel 1764: destinato alle missioni in Cina, nel 1772 giunse a Macao e nel 1774, con numerose difficoltà, raggiunse lo Shandong.
Nel 1778 fu eletto vescovo di Domeziopoli in partibus e vicario apostolico di Shensi e Shansi: i brevi di nomina giunsero in Cina solo nel 1780 e nel 1781 fu consacrato vescovo a Xi'an.
Nel 1784, a causa della ripresa delle persecuzioni, si ritirò in clandestinità presso Taiyuan, ma, per evitare rappresaglie contro i cristiani, si consegnò alle autorità e fu incarcerato a Pechino.
Morì in prigionia un anno dopo: il suo corpo fu riscattato dai cristiani del posto e inumato nel cimitero di Propaganda Fide a Pechino.

## Genealogia episcopale
La genealogia episcopale è:
- Cardinale Guillaume d'Estouteville, O.S.B.Clun.
- Papa Sisto IV
- Papa Giulio II
- Cardinale Raffaele Riario
- Papa Leone X
- Papa Clemente VII
- Cardinale Antonio Sanseverino, O.S.Io.Hier.
- Cardinale Giovanni Michele Saraceni
- Papa Pio V
- Cardinale Innico d'Avalos d'Aragona, O.S.Iacobi
- Cardinale Scipione Gonzaga
- Patriarca Fabio Biondi
- Papa Urbano VIII
- Cardinale Cosimo de Torres
- Cardinale Francesco Maria Brancaccio
- Vescovo Miguel Juan Balaguer Camarasa, O.S.Io.Hier.
- Papa Alessandro VII
- Cardinale Neri Corsini
- Vescovo Francesco Ravizza
- Cardinale Veríssimo de Lencastre
- Arcivescovo João de Sousa
- Vescovo Álvaro de Abranches e Noronha
- Cardinale Nuno da Cunha e Ataíde
- Cardinale Tomás de Almeida
- Arcivescovo José Dantas Barbosa
- Vescovo Bartolomeu Manoel Mendes dos Reis
- Vescovo Gottfried Xaver von Laimbeckhoven, S.I.
- Vescovo Francesco Magni, O.F.M.Ref.
- Vescovo Antonio Maria Sacconi, O.F.M.Obs.